# Cesta I. triedy 57
Die Cesta I. triedy 57 (slowakisch für ‚Straße 1. Ordnung 57‘), kurz I/57, ist eine kurze Straße 1. Ordnung in der Slowakei. Sie befindet sich im Nordwesten des Landes und ist nach der Straße 1. Ordnung 13 die zweitkürzeste Straße dieser Straßenkategorie der Slowakei.
Die Straße ist die Fortsetzung der ebenfalls als Silnice I/57 bezeichneten tschechischen Straße und folgt den Fluss Vlára bis zu ihrer Einmündung in die Waag bei Nemšová. Kurz danach überquert sie die Waag und endet bei Nová Dubnica.